# المعاصم
المعاصم بلدية تابعة دائرة عماري ولاية تيسمسيلت تقع بين عماري لرجام يقطنها حوالي 6000 نسمة 
تم إنشاء بلدية المعاصم سنة 1984 و منذ ذلك الحين وهي تتمتع بإستقلالية إدارية
رئيس المجلس الشعبي البلدي لبلدية المعاصم هو السيد حلالي علي منذ الانتخابات البلدية سنة 2012.